# Кудашев Олександр Сергійович
Олександр Сергійович Кудашев (21 лютого 1872–1917) — київський інженер-конструктор, професор Київського політехнічного інституту (1906–1911), автор конструкції першого діючого літака в Російській імперії, нащадок князів Кудашевих, які з XVIII ст. були власниками земель на території міста Мала Виска, що в нинішній Кіровоградській області України. До нашого часу у м. Мала Виска зберігся родинний маєток князів Кудашевих.

## Походження, родина
Російський князь, рід якого походить від татарських князів Біхана та Саїд-Ахмета, що оселилися на південних околицях Московщини після розпаду Золотої Орди. На межі XVII і XVIII ст. частина цього роду прийняла православ'я і згодом дала Росії цілу плеяду яскравих особистостей — військовиків, дипломатів, державних і культурних діячів, науковців.
Генерал-майор Микола Данилович Кудашев — герой російсько-французької війни 1812 року, учасник Бородінської битви, кавалер багатьох орденів, у тому числі Св. Георгія IV і III ступеня. Був близьким другом фельдмаршала Михайла Кутузова, який віддав йому за дружину свою доньку Катерину Михайлівну. 1813 року М.Кудашев загинув у битві під Лейпцигом.
Його брат, князь Сергій Данилович Кудашев, був камергером імператорського двору, київським губернатором (похований у Києво-Печерський лаврі).
Донька Сергія Даниловича, Олександра (у шлюбі Бердяєва) — мати російського філософа Миколи Олександровича Бердяєва.
Син Сергія Даниловича, князь Сергій Сергійович Кудашев — статський радник (1834—?). Саме в його сім'ї народився майбутній авіатор Олександр Сергійович Кудашев.

## Біографія
По закінченні 1896 року санкт-петербурзького Інституту інженерів шляхів сполучення імператора Олександра I О.Кудашев був призначений на службу в міністерство шляхів сполучення штатним інженером IX класу і виконавцем робіт II розряду на будівництві залізничної лінії Тифліс-Карс. За успішну роботу на різних інженерних посадах «височайшим наказом по цивільному відомству за № 62 від 8 серпня 1900 р. князю Кудашеву надано звання титулярного радника».
Працюючи інженером, захопився науковими дослідженнями проблем будівельної справи і звернувся до керівництва свого міністерства з проханням відрядити його для викладацької діяльності в недавно створений Київський політехнічний інститут. Невдовзі отримав розпорядження: «Відрядити за кордон терміном із 10 грудня 1899 р. по 1 вересня 1900 р. для підготовки до звання професора будівельного мистецтва Київського політехнічного інституту з видачею за цим відрядженням 1350 руб.».
17 травня 1900 р. звернувся з листом до директора Київського політехнічного інституту професора В.Кирпичова: «Прошу Вас розглянути мою пробну лекцію, яку я побажав би прочитати… „Про загальні властивості і головні застосування залізобетонних споруд“. Якщо Рада інституту визнає цю лекцію непідходящою, не відмовте мені про це дати знати».
Після блискучого прочитання лекції професор В. Кирпичов написав міністру фінансів Росії графу С.Вітте: «Рада дорученого мені інституту призначила князю Кудашеву прочитати пробну лекцію і, прослухавши її, ухвалила клопотатися перед вищим начальством про затвердження князя Кудашева з 1 вересня 1900 р. штатним викладачем інституту та виконувачем обов'язків екстраординарного професора будівельного мистецтва з винагородою із суми названої кафедри і з зобов'язанням захистити протягом двох років дисертацію». Через кілька днів навчальний відділ міністерства фінансів сповістив директора КПІ про призначення «інженера шляхів сполучення князя О. Кудашева штатним викладачем кафедри будівельного мистецтва й архітектури КПІ».
Але приватні обставини змусили О. Кудашева перервати викладання в КПІ майже на 5 років. У його прошенні від 19 липня 1901 року йдеться: «Не маючи можливості через сімейні обставини виконувати покладені на мене заняття при Київському політехнічному інституті, маю честь просити Ваше превосходительство клопотати перед паном міністром фінансів про звільнення мене з посади з 1 червня цього року».
Деякий час жив у Франції, де став свідком зародження європейської авіації. Після повернення до Росії працював викладачем Донського політехнічного інституту в м. Новочеркаську. Невдовзі отримав лист від ректора КПІ професора Червінського: «Рада дорученого мені інституту на своєму засіданні 14 жовтня 1906 р. обрала Вас викладачем будівельного мистецтва і геодезії на термін більше року».
Після створення 1909 року Київського товариства повітроплавання став його членом і почав конструювання власного літака.
У цей час (1909–1910) авіація в Російській імперії розвивалася особливо бурхливо. Восени 1909 р. в Росії відбулися демонстраційні польоти французьких льотчиків Ж. Леганьє та А. Гюйо. З'явилися перші вітчизняні льотчики: М. Єфімов, С. Уточкін, Л. Мацієвич та інші. До Росії почали ввозити літаки іноземного виробництва. Успішний політ першого російського льотчика Михайла Єфімова у березні 1910 року на французькому літаку «Фарман-IV» дуже вплинув на Кудашева. Він познайомився з М. Єфімовим і той узяв Кудашева зі собою в один із польотів. Повернувшись до Києва, Кудашев категорично вирішив у стислі терміни завершити будівництво свого літака.

Пам'ятник на території Київського політехнічного інституту: на цьому місці Олександр Кудашев побудував перший літак вітчизняної конструкції «Кудашев-1»

Керівництво КПІ підтримало в цьому Кудашева. Зберігся лист до нього директора КПІ К. Дементьєва: «Маю честь повідомити Ваше сіятельство, що правління Київського політехнічного інституту імператора Олександра II на засіданні від 2 березня 1910 року дозволило влаштувати в садибі інституту поблизу хімічного корпусу тимчасовий дощатий сарай для складання аероплана протягом нинішнього літа, із зобов'язанням знести його на вимогу правління інституту».
У 2-й половині травня 1910 року літак «Кудашев-1» був готовий до польоту. Це був формений біплан із тягнучим гвинтом, вагою 320 кілограмів, оснащений двигуном «Анзані» потужністю 35 кінських сил. Він мав переднє кермо висоти, кермо керування і хвостове оперення-стабілізатор. Каркас літака, із площею несучих поверхонь 32 кв. м, був зроблений із дерев'яних рейок і обтягнутий прогумованим полотном.
23 травня 1910 року літак перевезли на Сирецький іподром. Там у присутності репортерів більшості міських газет і членів Київського товариства повітроплавання О. Кудашев здійснив свій політ. Він був недовгим — на кілька десятків метрів, але першим у Російській імперії польотом літака вітчизняного виробництва (за винятком двигуна). «Вестник воздухоплавания» надав докладний звіт про подію. Журнал «Аэро- и автомобильная жизнь» опублікувала статтю професора КПІ М. Артем'єва про літак «Кудашев-1» і про князя Кудашева як про першого авіатора Росії.
У червні того ж року студент КПІ Ігор Сікорський продовжив справу професора Кудашева — підняв у повітря власний літак. Через кілька днів відбувся політ літака санкт-петербурзького інженера Якова Гаккеля (пілотований В. Булгаковим) на біплані з фюзеляжем (бімоноплані). Ці події ознаменували початок розвитку російської авіації, першовідкривачем якої вважається князь О. Кудашев.
Але досягнення Кудашева не було офіційно визнане. Мотивували це тим, що політ виконаний без попереднього повідомлення і на льотному полі не перебувала належна кількість спостерігачів із Санкт-Петербурга. Пріоритет Кудашева російські та закордонні історики авіації визнали лише через століття.
1911 року О. Кудашев побудував ще три літаки з бензиновими двигунами. «Кудашев-2», побудований восени 1910 року, був оснащений двигуном «Гном» на 50 кінських сил і відрізнявся від свого попередника оригінальною формою дугового шасі, яке згодом широко ввійшло в практику авіабудування (це шасі майже одразу ж запозичили у Кудашева французи, створюючи літак «Дюпердюссен»). За схемою це був формений біплан без переднього керма висоти, з нормальним горизонтальним оперенням і кермом напрямку. За розмірами був більший за першу модель. Конструкція літака «Кудашев-3» вирізнялася винятковою легкістю, простотою й дешевизною. Це був високоплан із двигуном «Анзані» на 35 к. с., розчалочним фюзеляжем без обтяжки і з дуговим шасі. Цей літак, як і другу модель, побудували і випробували в КПІ взимку 1910 року. Після нетривалої пробіжки літак легко відривався від землі і міг здійснювати невеличкі перельоти.
Про авіаційні досягнення Кудашева дізнався російський промисловець М.Шидловський. 1911 року він запросив авіаконструктора на Російсько-Балтійський вагонний завод («Руссобалт», Рига). Наступний свій літак («Кудашев-4») Кудашев збудував у Ризі. Цей літак із двигуном «Гном» на 50 к. с. був розвитком попередньої моделі. Він мав вищу посадку льотчика, двостійковий кабан, дугове шасі було виконане в чистішій формі. Літак мав змінні крила для швидкостей 60 і 80 км/год, останні — з меншою кривизною і розмахом. Був обтягнутий по обидва боки прогумованою матерією. О. Кудашев багаторазово випробував його в квітні 1911 р.
На першій повітроплавальній виставці в Санкт-Петербурзі весною 1911 року конструктор «Кудашева-4» був удостоєний Великої срібної медалі.
Але «Кудашев-4» став останнім його літаком. 38-річний конструктор не витримав змагань із новим поколінням авіаторів, і передусім із молодим, багатим і талановитим Ігорем Сікорським. Князь Кудашев закінчив самостійну діяльність і прийняв запрошення М. Шидловського перейти в конструкторське бюро Сікорського (свого колишнього студента) при авіаційному відділі Російсько-Балтійського вагонного заводу в Санкт-Петербурзі. Разом із О. Кудашевим Сікорський запросив чимало конструкторів із Києва, зокрема Анатолія Серебреннікова, Георгія Адлера та інших.
1914 — після конфлікту з керівництвом «Руссобалту» емігрував до Французької республіки, викладав у Політехнічній школі в Парижі.
Дата смерті та місце поховання невідомі. Князь Ріфкат Кудашев (біограф роду Кудашевих) пише, що в списках похованих в російському некрополі на цвинтарі Сен-Женевьєв-де-Буа (під Парижем) Кудашев О. С. не значиться. Але він вважає, що список поховань росіян на цьому цвинтарі не повний. До того ж, під Парижем є й інші кладовища, на яких може почивати піонер російської авіації.
У липні 2024 року на території Київського політехнічного інституту, за корпусом № 4, де Олександр Кудашев побудував літак «Кудашев-1», був відкритий пам'ятник інженеру-конструктору роботи скульптора Олександра Кузьміна.

## Доля нащадків О.С.Кудашева
О. С. Кудашев був одружений із графинею Катериною Василівною Толстою, уродженою графинею Стенбок-Фермор (цей рід відомий із XIII століття і має шведське походження). 1896 року в сім'ї Кудашевих народився син Сергій Олександрович. Він став офіцером російської армії і загинув 1918 року під час громадянської війни в Росії. Його дружина — Марія Павлівна Кудашева (у другому шлюбі — Роллан) була талановитою перекладачкою, близьким другом М. Цвєтаєвої, Б. Пастернака, М. Волошина, І. Еренбурга, пізніше — Р. Роллана.
Внук О. Кудашева, син Сергія Олександровича і Марії Павлівни — Сергій Сергійович Кудашев, як і його дід, мав нахили до природознавства. Він навчався на механіко-математичному факультеті Московського державного університету імені М.Ломоносова. Згодом С. С. Кудашев був усиновлений французьким письменником Роменом Ролланом і перед війною зі своєю матір'ю та вітчимом жив у Франції. Коли почалася війна, він повернувся до Москви, закінчив артилерійські курси і пішов на фронт. Сергій Сергійович Кудашев загинув у боях під Москвою в листопаді 1941 року.